# Anomalochrysa montana
Anomalochrysa montana is een insect uit de familie van de gaasvliegen (Chrysopidae), die tot de orde netvleugeligen (Neuroptera) behoort. 
Anomalochrysa montana is voor het eerst wetenschappelijk beschreven door Blackburn in 1884.